# Saint-Just-Ibarre
Saint-Just-Ibarre è un comune francese di 293 abitanti situato nel dipartimento dei Pirenei Atlantici nella regione della Nuova Aquitania.

## Società

### Evoluzione demografica
Abitanti censiti